# 國家疾風紀念碑
國家疾風紀念碑（英語：National Windrush Monument），是由牙買加雕塑家巴茲爾·沃森設計的銅製雕塑，設置於英國倫敦滑鐵盧車站，用於紀念1948年搭乘帝國疾風號抵達英國本土的加勒比海裔移民，這批移民即是後來被稱為「疾風世代」的首批來英人員。
雕塑展示一個三口之家，身著禮拜服（Sunday best）站立於行李箱之上，象徵著他們「凝視著他們的新國度」（surveying their new country）。此外，紀念碑上刻有英國護理師勞拉·塞蘭特創作的詩詞《你呼喚…我們便前來》（You Called ... and We Came）。

## 背景
第二次世界大戰結束後，英國為解決國內勞動力短缺問題而開始鼓勵外來移民，1948年頒布的《英國國籍法令》賦予居住於大英帝國殖民地的人民前往英國本土定居的權利。當時停泊於加勒比海的帝國疾風號客輪正負責運送在二戰期間服役於英國皇家空軍的飛行員返回家鄉，為吸引移民，該船向加勒比海地區的居民提供返回英國的折扣傳票，並在當地報紙上刊登廣告，許多人因而藉此前往英國。
即便帝國疾風號並非首艘載有加勒比移民抵達英國的船隻，但該船於1948年6月22日駛抵艾塞克斯郡提伯利時仍引起媒體的大量關注，客輪上共有1,028名乘客，其中大多來自加勒比海地區；這批乘客及後續抵達的其他加勒比移民後來被稱為「疾風世代」。

## 提議
2019年英國政府宣布編列100萬英鎊的預算設立一座紀念碑，並為此成立「疾風紀念委員會」（Windrush Commemoration Committee），由費蘿拉·本傑明男爵夫人擔任主席。
直至2021年7月，共有4件雕塑提案入圍候選，均由加勒比海裔藝術家創作，最終巴茲爾·沃森的設計方案於2021年10月正式宣布為中選作品，其他3件入圍的作品包括托馬斯·J·普萊斯設計一尊高12-英尺（3.7-）的金色青銅女性塑像；瓦爾達·傑克遜設計3尊青銅人像（兩位成人與一位孩童），散置於一座平台之上，周圍留有空間供民眾坐下互動；珍妮特·埃勒斯參照加勒比海文化中「高蹺舞」傳統設計的高蹺人物作品。
疾風基金會（Windrush Foundation）的阿瑟·托里敦批評政府將紀念碑設置於滑鐵盧車站，並指出相關決策過程缺乏與加勒比海裔社群的協商，且該地點與疾風世代的歷史關聯性並不大，他主張紀念碑應設置於布里克斯頓的疾風廣場。英國房屋、社區暨地方政府事務部則回應表示，滑鐵盧車站對許多疾風世代而言具有實際意義，選址委員會亦有該社群的代表參與；紀念碑設計者沃森則認為將其作品設置於英國最繁忙的鐵路車站之一能獲得極高的能見度。

## 揭幕
紀念碑於2022年6月22日「疾風日」當日於滑鐵盧車站由劍橋公爵威廉王子主持揭幕，女王伊莉莎白二世亦特別致函表達支持：
|                        | 疾風日當天於滑鐵盧車站舉行紀念碑揭幕儀式，是對「疾風世代」先驅及其後代表達感謝的最佳方式，藉此肯定他們數十年來對英國所做出的深遠貢獻。 |
| ——英國女王伊莉莎白二世 | |

同日，由托馬斯·J·普萊斯設計的雕塑作品《溫暖海岸》（Warm Shores）亦於哈克尼市政廳外揭幕。

## 外部連結
- 维基共享资源上的相關多媒體資源：國家疾風紀念碑